# Carei
Carei, mai demult Careii Mari, (în maghiară Nagykároly, în germană Großkarol) este un municipiu în județul Satu Mare, Transilvania, România, format din localitățile componente Carei (reședința) și Ianculești. În anul 2011 avea 21.112 locuitori.

## Geografie
Municipiul Carei este situat în nord-vestul României, la o distanță de 99 km de municipiul Oradea. Se află în partea de sud-vest a județului Satu Mare, într-o regiune de câmpie, la 35 km de reședința de județ. Se învecinează cu comunele: Căpleni, Urziceni, Foieni, Sanislău, Petrești, Tiream, Căuaș și Moftin.

## Istorie

Castelul familiei Károlyi

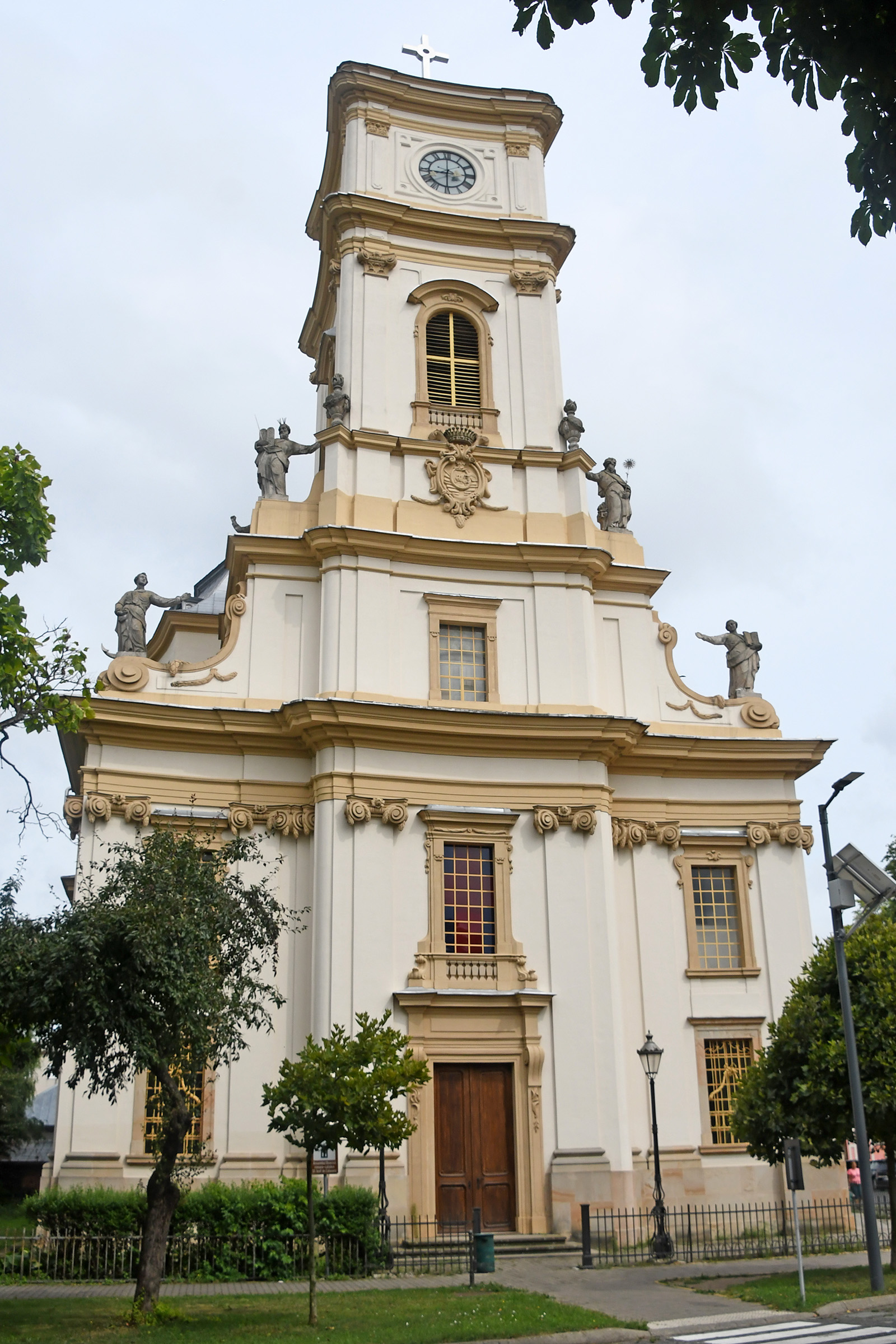
Biserica piariștilor din Carei

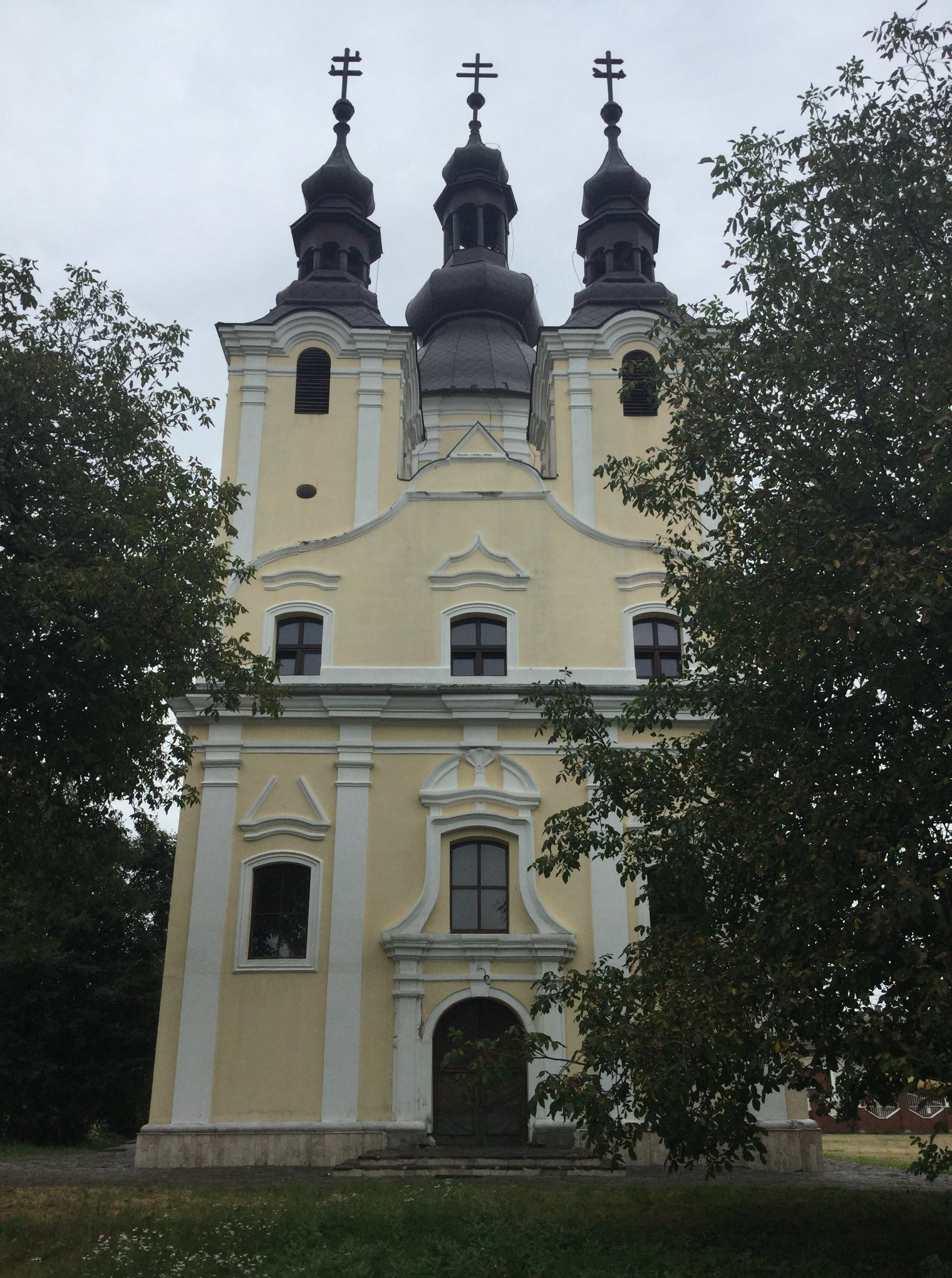
Biserica greco-catolică ruteană din Carei

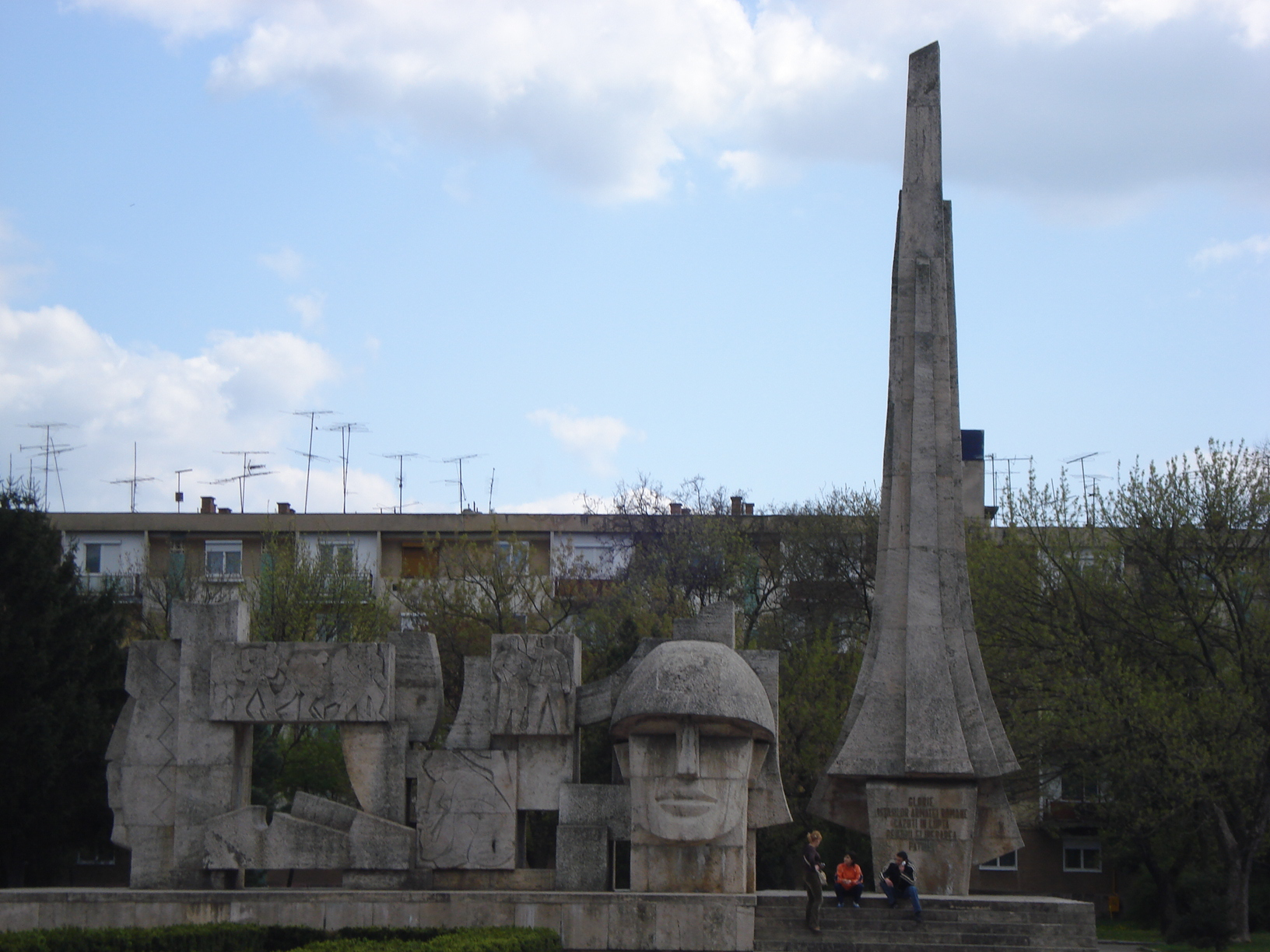
Monumentul ostașului român

Numele localității este atestat din 1320 în latină sub forma villa Karul, villa însemnând sat, iar numele propriu-zis venind ori de la cuvântul vechi turco-maghiar pentru coroi (ulişor sau uliu păsărar), ori de la numele maghiar Károlyi (Carol). Se știe însă că locuirea zonei este anterioară atestării documentare. În secolul al XIV-lea localitatea era o așezare mică, cu câteva străduțe, casele țăranilor fiind făcute din chirpici și acoperite cu trestie, în jurul domeniului familiei Károlyi. La sfârșitul sec. al XVIII-lea în oraș existau următoarele cartiere: Cartierul Meseriașilor, al Șvabilor, al Haiducilor (al românilor și rutenilor care formau paza localității), al Străzii-Mari, al Orașului-Nou, al Evreilor și al Țiganilor, având magistraturi aparte pe cartiere (Judele, notarul și un funcționar), iar țiganii aveau un voievod. Tot în secolul al XVIII-lea sunt amintiți și nobilii curiali, cum erau familiile Vaday și Tompe, care aveau proprietăți în oraș. Familiile Csiszar, Fekete, Jasztrabszky, Irinyi, Luby, Medc, Szaploncai și Suhanyi, erau nobili inscripționali, aflându-se sub jurisdicție nobiliară. După Pacea de la Sătmar se dezvoltă comerțul și meșteșugurile. În anul 1784 în oraș existau 370 de meseriași care practicau 54 de meserii și erau uniți în bresle meșteșugărești.
În anul 1467 Carol Coroi de Oncești (din Maramureș) și fiul său Ioan au fost ridicați la rangul de baron de către regele Matia Corvin, urmare a vitejiei dovedite în apărarea și salvarea regelui în Moldova, în timpul conflictului cu Ștefan cel Mare. În anul 1473 regele Matia Corvin îi numește într-un document pe fiii lui Ioan Caruli: fidelium nostrorum nobilium.
În documentele ulterioare ale timpului, urmașul lui Coroi, Johannis de Karol va fi menționat alături de soția lui Anna și de fiii săi, Johannis și Andree de Karol
În anul 1727 își începe activitatea gimnaziul piariștilor; primul director a fost Gabriel Bentsik, iar ultimul - în anul 1948 - Béla Kovács. În 1754 contele Karolyi Ferenc înființează în oraș prima tipografie a comitatului Sătmar, iar în anul 1765 se deschide prima farmacie a orașului (farmacia Jclinek). Dintre evenimentele secolului al XVIII-lea consemnăm arderea pe rug, la Carei, a ultimelor vrăjitoare. În anul 1730 Borka Toth din localitatea Sarollyan a fost condamnată la moarte și arsă pe rug la Carei, iar în anul 1745 vrăjitoarele Pila Rekettye și Anna Varga din comuna Csaszlo, au fost interogate și supuse la chinuri groaznice, condamnate la moarte și arse pe rug în oraș. În secolul al XIX-lea se continuă dezvoltarea și urbanizarea orașului. După revoluția de la 1848 orașul primește statut organizat, care intră în vigoare în anul 1876, când Jozsef Hegedus a devenit cel dintâi primar al orașului. Sigiliul și stema orașului datează din 1848, reîntărite în 1902 și 1907 de împăratul Franz Josef. În anii 1920 se constitute în oraș noi cartiere: cartierul Petrești, Tireamului, Căplenilor, se populează cătunul Galamboș, Tiszlviselo-telep (str. Nicolae Iorga) cu locuințele funcționarilor din oraș. Până în secolul al XVI-lea populația orașului a fost majoritar maghiară, dar tabloul etnic se va schimba în urma colonizărilor și a mișcării populației. Astfel, în anul 1779 în domeniul "Karoly Mezo Varos" al contelui Antal Károlyi, compoziția etnică a populației se prezintă astfel: "Natio maghiar, rus, român, evrei, șvab, german. Gospodari cu locuință proprie 939, în cartierul Haiducilor 72, tot acolo jelerii 20, evreii au 32 de case. Suma 1063".
Deși în perioada 1760-1919 Carei a fost centrul comitatului Sătmar, orașul a cunoscut o slabă dezvoltare industrială, menținându-și caracterul agricol până în jurul anului 1960. În anul 1926 a fost atașat județului Sălaj (interbelic), fiind totodată reședința Plășii Carei.
În urma Dictatului de la Viena de la 30 august 1940, orașul intră sub administrația Ungariei horthyste, fiind eliberat în urma Bătăliei de la Carei la 25 octombrie 1944 (Ziua Armatei Române). După 20 de ani, este inaugurat Monumentul ostașului român din Carei în memoria acestei bătălii.

## Demografie
Componența etnică a municipiului Carei
     Maghiari (45,97%)
     Români (37,37%)
     Romi (2,96%)
     Germani (1,69%)
     Alte etnii (0,16%)
     Necunoscută (11,84%)
Componența confesională a municipiului Carei
     Romano-catolici (31,88%)
     Ortodocși (30,15%)
     Reformați (17,7%)
     Greco-catolici (4,85%)
     Alte religii (2,54%)
     Necunoscută (12,88%)
Conform recensământului efectuat în 2021, populația municipiului Carei se ridică la 18.957 de locuitori, în scădere față de recensământul anterior din 2011, când fuseseră înregistrați 21.112 locuitori. Cei mai mulți locuitori sunt maghiari (45,97%), cu minorități de români (37,37%), romi (2,96%) și germani (1,69%), iar pentru 11,84% nu se cunoaște apartenența etnică. Din punct de vedere confesional, cei mai mulți locuitori sunt romano-catolici (31,88%), cu minorități de ortodocși (30,15%), reformați (17,7%) și greco-catolici (4,85%), iar pentru 12,88% nu se cunoaște apartenența confesională.

### Evoluția populației
Numărul locuitorilor în ultimele două secole se prezintă astfel: în anul 1789 - 7.823 locuitori, 1820 - 11.055, 1830 - 11.284, 1870 - 12.754, 1880 - 12.523, 1890 - 13.475, 1900 - 15.382, 1910 - 16.078, 1930 - 16.042, 1956 - 16.780, 1966 - 19.042, 1971 - 21.061, 1992 - 26.363, 2002 - 23.260 locuitori, 2011 - 21.112.
Carei - evoluția demografică

0500010.00015.00020.00025.00030.00019121948196619922011populațiePopulația istorică din Carei
Date: Recensăminte sau birourile de statistică - grafică realizată de Wikipedia

### Structura etnică
Structura etnică a populației la 1910, chiar conform datelor recensământului austro-ungar din 1910, arăta o totală altă realitate față de recensămintele efectuate de autotitățile române. Aceasta arăta o proporție cu mult mai mare a ungurilor în anul 1910 față de recensământul românesc din 1930, cauzată în cea mai mare proporție de emigrarea în masă a etnicilor maghiari după Tratatul de la Trianon (1918). Astfel:

Total: 16.078, din care
- Maghiari: 15.772
- Români: 216

Structura confesională:
- Romano-catolici: 5.932
- Greco-catolici: 3.893
- Reformați (calviniști): 3.500
- Evrei: 2.491
- Evanghelici: 230

Structura etnică a populației la recensământul din 2002: 
- Maghiari: 12.596 (54,46%)
- Români: 9.634 (41,6%)
- Germani: 524 (2,08%)
- Rromi: 385 (1,65%)
- alte etnii: 43 (0,22%)

### Structura confesională
În cifre absolute, pentru anul 2002: romano-catolici 8.240 (35,43%), ortodocși 8.092 (34,79%), reformați 4.890 (21,02%), greco-catolici 1.664 (7,15%), alții 374 (1,61%).
| Carei           |         |         |
| Confesiunea     | 1930    | 2002    |
| Romano-catolici | 31,18%  | 35,43%  |
| Greco-catolici  | 30,71%  | 07,15 % |
| Reformați       | 15,91%  | 21,02%  |
| Mozaici         | 14,92%  | < 0,01% |
| Ortodocși       | 05,86 % | 34,79%  |

## Economie
Poziția geografică avantajoasă a Careiului a permis dezvoltarea producției dar și comerțului încă din cele mai vechi timpuri. Producția agricolă a depășit nevoia de consum astfel a apărut comerțul. Treptat au apărut mici meșteșugari care au pus bazele prestărilor de servicii, respectiv a producției industriale de mai târziu.
Producția agricolă este axată pe cultivarea cerealelor, sfeclei de zahăr, viței de vie și a florii-soarelui.
În epoca contemporană, industria a cunoscut o dezvoltare deosebită, fiind înființate aici diverse unități economice (fabrici de zahăr, de ulei, de mobilă, de prelucrare a laptelui etc.). În ultimii 10 ani, unele au fost închise. S-au înființat altele la fel de diverse ca mărime și domeniu: ateliere de croitorie axate pe prelucrarea în regim lohn, minifabrici cu producție de mobilă sau geamuri termopan, abatoare și complexe de prelucrare a cărnii sau laptelui, prelucrarea cauciucului care este reprezentat de Phoenix România (Continental), prelucrarea alcoolului, producerea de băuturi răcoritoare. S-a diversificat și oferta de servicii: reparații auto, construcții, cosmetică, montaje.
Comerțul este și acum o activitate profitabilă, fiind de remarcat apariția unor complexe alimentare gen minimarket. Și pentru produsele nealimentare oferta este diversificată existând un minicomplex cu îmbrăcăminte-încălțăminte.
Un important investitor este Continental ContiTech, care a achiziționat firma mamă Phoenix AG în Germania și implicit fabrica din Carei, în decembrie 2013 fabrica de aici având 1638 de angajați.
Bine sunt reprezentați și operatorii de telefonie mobilă din România cu serviciile lor.
De asemenea principalele bănci și case de asigurări au reprezentante în Carei.

## Administrație
Municipiul Carei este administrat de un primar și un consiliu local compus din 19 consilieri. Primarul, Monica-Silvia Giurgiu-Kovács[*], de la Uniunea Democrată Maghiară din România, este în funcție din 1 noiembrie 2024. Începând cu alegerile locale din 2024, consiliul local are următoarea componență pe partide politice:
|  | Partid                                 | Consilieri | Componența Consiliului | Componența Consiliului | Componența Consiliului | Componența Consiliului | Componența Consiliului | Componența Consiliului | Componența Consiliului | Componența Consiliului | Componența Consiliului | Componența Consiliului | Componența Consiliului | Componența Consiliului |
|  | -------------------------------------- | ---------- | ---------------------- | ---------------------- | ---------------------- | ---------------------- | ---------------------- | ---------------------- | ---------------------- | ---------------------- | ---------------------- | ---------------------- | ---------------------- | ---------------------- |
|  | Uniunea Democrată Maghiară din România | 12         |                        |                        |                        |                        |                        |                        |                        |                        |                        |                        |                        |                        |
|  | Partidul Național Liberal              | 4          |                        |                        |                        |                        |                        |                        |                        |                        |                        |                        |                        |                        |
|  | Partidul Social Democrat               | 3          |                        |                        |                        |                        |                        |                        |                        |                        |                        |                        |                        |                        |

Conform datelor ultimului recensământ din 2002, suprafața orașului este de 1.116 ha cu 4.142 de clădiri în care se află 9.104 locuințe.

### Orașe înfrățite
Careiul este înfrățit cu orașul Orosháza din Ungaria (Comitatul Békés).

## Obiective turistice

### Castelul Károlyi

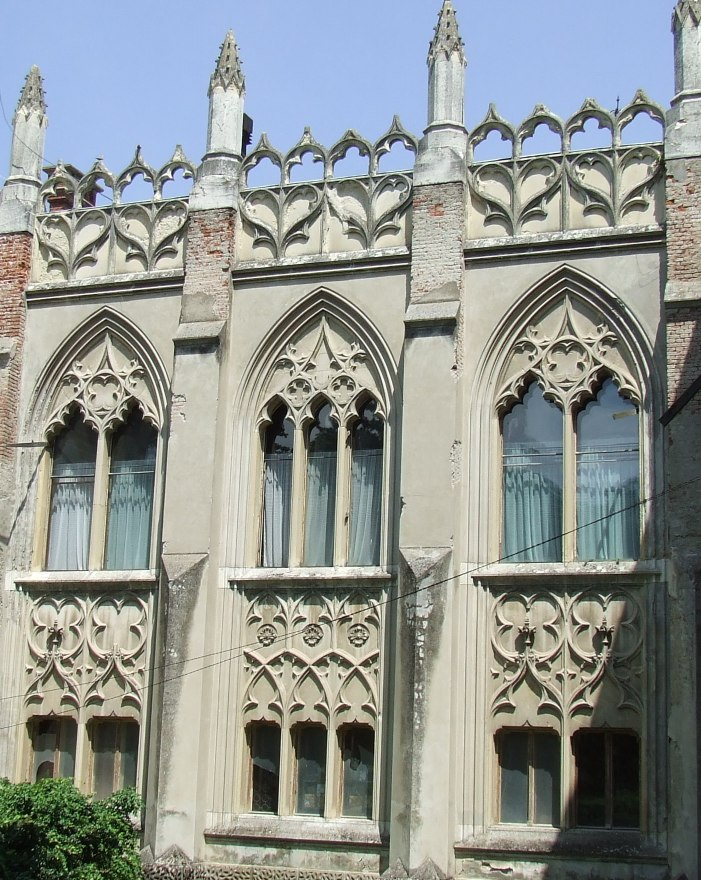
Detaliu neogotic al castelului

Istoria Castelului Karolyi din Carei începe în anul 1482, când Karoly Laszlo construia o casă întărită. Construcția a stârnit împotrivirea nobililor din comitatul Sătmar, fiind nevoie de intervenția regelui Matei Corvin pentru aplanarea conflictului. În 1592, datorită deselor incursiuni ale turcilor, Karoly Mihaly ia decizia de a întări construcția existentă. Clădirea veche a fost înconjurată cu ziduri puternice, întrerupte cu bastioane, având un șanț exterior întărit cu palisade peste care trecea un singur pod suspendat. Blazonul familiei Karolyi existent pe zidul castelului de la Carei are in mijloc o lebădă fiind asemănător blazonului cu lebădă al familiei Carol Coroi de Oncești și Hodor de Bârsana, indicând originile familiei.
De asemenea exista o garnizoană numeroasă și bine înarmată. Cetatea a jucat un rol important de-a lungul secolului al XVII-lea, făcând parte din rândul marilor fortărețe de apărare a frontierei vestice a Transilvaniei. Importanța cetății este menționată mai ales după reconstrucția ei între anii 1661-1666
Importanța ei continuă și în timpul războaielor duse de principele Rakoczi Francisc al II-lea împotriva habsburgilor (1703-1711). Cetatea este asediată de armata principelui, dar după câteva zile Karoly Sandor trece de partea principelui fiind numit conducătorul armatei. În 1705 cetatea este atacată de austrieci și distrusă parțial, fiind refăcută în același an.
Deoarece la sfârșitul secolului al XVIII-lea cetatea nu mai juca nici un rol militar, Karoly Jozsef a hotărât demolarea zidurilor și astuparea șanțurilor. Păstrând fundația și unele ziduri a fost construit un castel patrulater, cu un singur etaj. Construcția a fost terminată în anul 1794, era în stil baroc și cuprindea 20 de camere la parter, 21 la etaj și o capelă. Tot în această perioadă se formează parcul cu plante rare și se construiește un manej pentru 24 de cai.
În urma cutremurului din 1834, castelul în bună parte s-a dărâmat, restaurarea fiind făcută abia între 1894-1896. Cu această ocazie castelul este mult modificat, adăugându-i-se încă un nivel la fațadă, trei turnuri mici și patru mari. Restaurarea s-a făcut în stil neogotic, condusă de arhitectul Meining Arthur ajutat de meșteri din Carei. Elementele de apărare din actuala formă a clădirii au doar rol decorativ (bastionul, șanțul cu apă). Arhitectura interioară a clădirii, ușile, ferestrele, balustrada scării interioare precum și obiectele din fier forjat au fost făurite de meșteri locali. Holul era destinat primirii oaspeților, sălile de la parter erau folosite ca sufragerii și bucătărie, în timp ce încăperile de la etajele I și II erau locuințe.
În prezent, în castel se află un muzeu istoric (bogate colecții arheologice) și de științele naturii, aici funcționând și biblioteca cu peste 80.000 de volume.
Prin proiectul cofinanțat de Uniunea Europeană, sub numele Castellum, în interiorul castelului au fost realizate expoziții de interioare istorice și de istorie locală. Pe langă amenajarea porpriu zisă, obiectivul mai larg al acestui proiect a constat în integrarea expozițiilor și a monumentului istoric, în circuitul turistic al regiunii. Proiectul a fost finanțat ăn cadrul Programului de Cooperare Transfrontalieră Ungaria - Romania 2007 - 2013.
Expoziția de interioare istorice, numită ”Castelul de altădată”, de la primul etaj al Castelului Karolyi încearcă să redea, cu ajutorul reconstrucțiilor de interioare istorice în zece săli diferite, atmosfera istorică a unui castel din epoca modernă. La baza concepției expoziționale a stat ideea de a reda cât mai fidel aspectul interior al unei rezidențe aristocratice funcționale de la sfârșitul secolului al XIX-lea. În cadrul expoziției a fost utilizat mobilier original în diverse stiluri artistice (în special baroc, biedermeier, neo-renaștere), specifice ambientului eclectic de la finalul epocii moderne. 
Expoziția de istorie locală, numită ”Careiul de altădată” a primit loc la parterul Castelului Karolyi și cuprinde patru săli organizate tematic, abordând trecutul Careiului din perspectiva vestigiilor arheologice descoperite în zona orașului, a istoriei localității, a meșteșugurilor tradiționale, a artei și istoriei ecleziastice careiene. Alegerea temelor de expunere a avut la bază crearea unui muzeu axat pe specificul local, care să joace rolul unui muzeu orășenesc. Din acest motiv, expoziția cuprinde aspectele regionale cele mai importante și sugerează caracteristicile proprii zonei, integrate într-un cadru mai amplu de dezvoltare și influențe istorice.

### Parcul castelului
În jurul castelului în anul 1700 a existat o grădină frumoasă, amenajată în stil baroc. În anii 1790 grădinarul Bode Gyorgy amenajează în jurul castelului nou o grădină engleză. Grădina avea și o seră cu plante exotice. Forma actuală o primește pe o suprafată de 12 ha, în anul 1890. Luând în considerare plantele rare din grădină (208 specii si subspecii de plante arborescente),în anul 1982 a fost declarat parc dendrologic ocrotit (platanul uriaș din fața castelului cu un diametru de 205 cm,a fost plantat în anul 1810).

### Teatrul Municipal
Teatrul Municipal din Carei a fost construit în 1907, după proiectul lui Kopeczek Gyorgy. El purta numele scriitorului careian Gall Joszef (născut în anul 1811) până în anul 1920, când este numit Teatrul Carmen Sylva, iar după 1945, Teatrul Popular. În 1953 clădirea, construită în stil secesionist, a fost "modernizată", transformată atât în exterior, cât și în interior (lojele au fost desființate).

### Clubul Elevilor (Școala normală)
În 1779 se construiește școala normală în oraș, cu două clase. Clădirea școlii a fost incendiată în 1887. Clădirea actuală a fost construită în anul 1889. După 1948 și această școală romano-catolică a fost naționalizată. Clădirea a fost retrocedată Romano-catolicilor. În prezent, în clădire nu functionează nimic.

### Monumentul Ostașului Român
Monumentul Ostașului Român. Amplasat în centrul municipiului,monumentul este opera sculptorului Vida Gheza și a arhitectului Anton Dâmboianu. Inaugurat în anul 1964,în prezența ministrului Forțelor Armate de atunci,Leontin Sălăjan. Complexul monumental este realizat din piatră albă și are dimensiuni impresionante: deschiderea frontală de 18 m, adâncimea de 5 m și înălțimea de 12 m. Acest însemn comemorativ se compune din cinci elemente cu semnificații simbolice: un cap de țăran, care inspiră demnitate și statornicie (simbolul răscoalelor țărănești), o poartă cu incrustații asemănătoare celor care împodobesc porțile maramureșene (“poarta jertfelor”), o femeie plantând o floare (simbolul reînnoirii), chipul unui ostaș care impresionează prin masivitatea și trăsăturile sale aspre și un obelisc asemănător turlelor bisericilor maramureșene (simbolul flăcării veșnice). Pe acest obelisc este înscris următorul text: "Glorie ostașilor armatei romăne, căzuți în luptele pentru eliberarea patriei". Monumentul este înscris la poziția nr. 304, cod SM-III-m-A-05382, în “Lista monumentelor istorice”, actualizată prin Ordinul ministrului Culturii si Cultelor nr. 2314/8 iulie 2004.

### Gara
Prima gară a fost construită în anul 1871, când a fost dată în circulație linia ferată Debrecen-Satu Mare. Calea ferată Carei–Zalău a fost inaugurata pe 23 decembrie 1887. La începutul secolului XX, când Carei devine nod feroviar, între 1910-1912 este construită clădirea actuală a gării. În timpul celui de-al 2-lea Război Mondial a fost bombardată, dar pagubele și distrugerile au fost remediate în scurt timp.

### Primăria orașului Carei
Primăria orașului Carei sau "Casa Orașului" se afla în anul 1775 pe strada Boldog (azi, strada Someș). În anul 1808 s-a construit o nouă primărie în curtea Mede, acolo unde azi este cazarma. În anul 1890 primăria se mută în fosta clădire a hanului "Arany Szarvas" (azi, cazarmă) și în 1968, în clădirea actuală, care a fost construită în anii 1910-1911, ca și clădire a asociației "Albina".

### Școala "Vasile Lucaciu"
Actuala Școală Gimnazială "Vasile Lucaciu" a funcționat ca liceu românesc din anul 1919. Anterior a fost liceu maghiar de stat.

## Personalități
- Gáspár Károli⁠(hu)[traduceți] (1529-1592), preot și protopop reformat, traducătorul Bibliei în maghiară;
- Ignác Acsády (1845-1906), istoric, academician
- Oszkár Jászi (1875-1957), scriitor, sociolog, profesor universitar și om politic;
- Margit Kaffka (1880-1918), scriitor, poet făcând parte din generația Nyugat⁠(hu)[traduceți]
- Károly Pakocs (1892 - 1966), preot romano-catolic;
- Francisc Pall (1911-1992), istoric
- Salvator Cupcea (1908-1958), psiholog
- Ludovic Vida (1885-1968), protopop, deținut politic
- Ștefan Ruha (1931-2004), violonist
- Iuliana Haidu (n.1939), demnitar comunist
- Ecaterina Brisc (n.1946), demnitar comunist

## Galerie de imagini

Carei la sfârșitul secolului al XIX-lea
Carei la începutul secolului al XX-lea
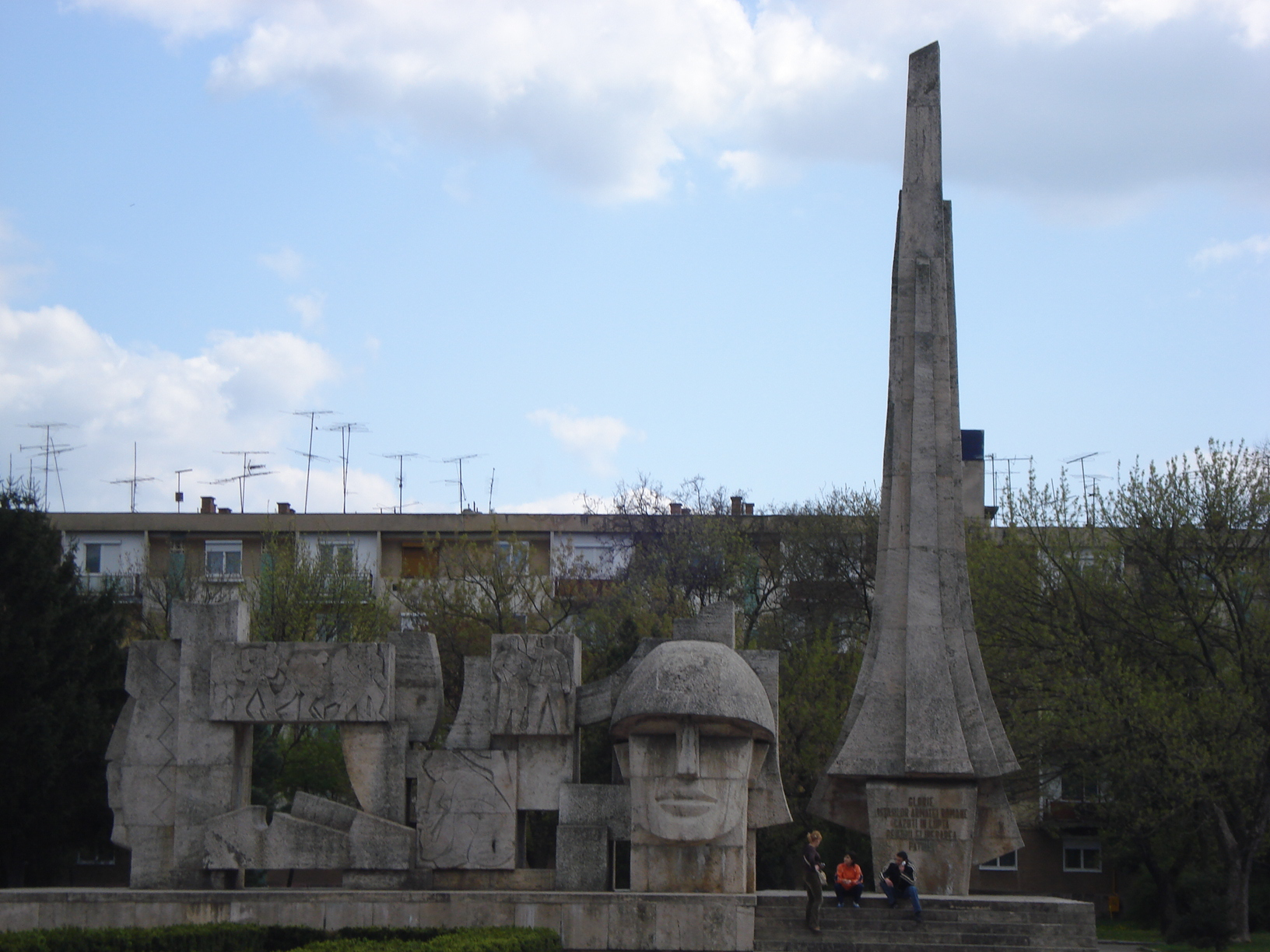
Monumentul Ostașului Român
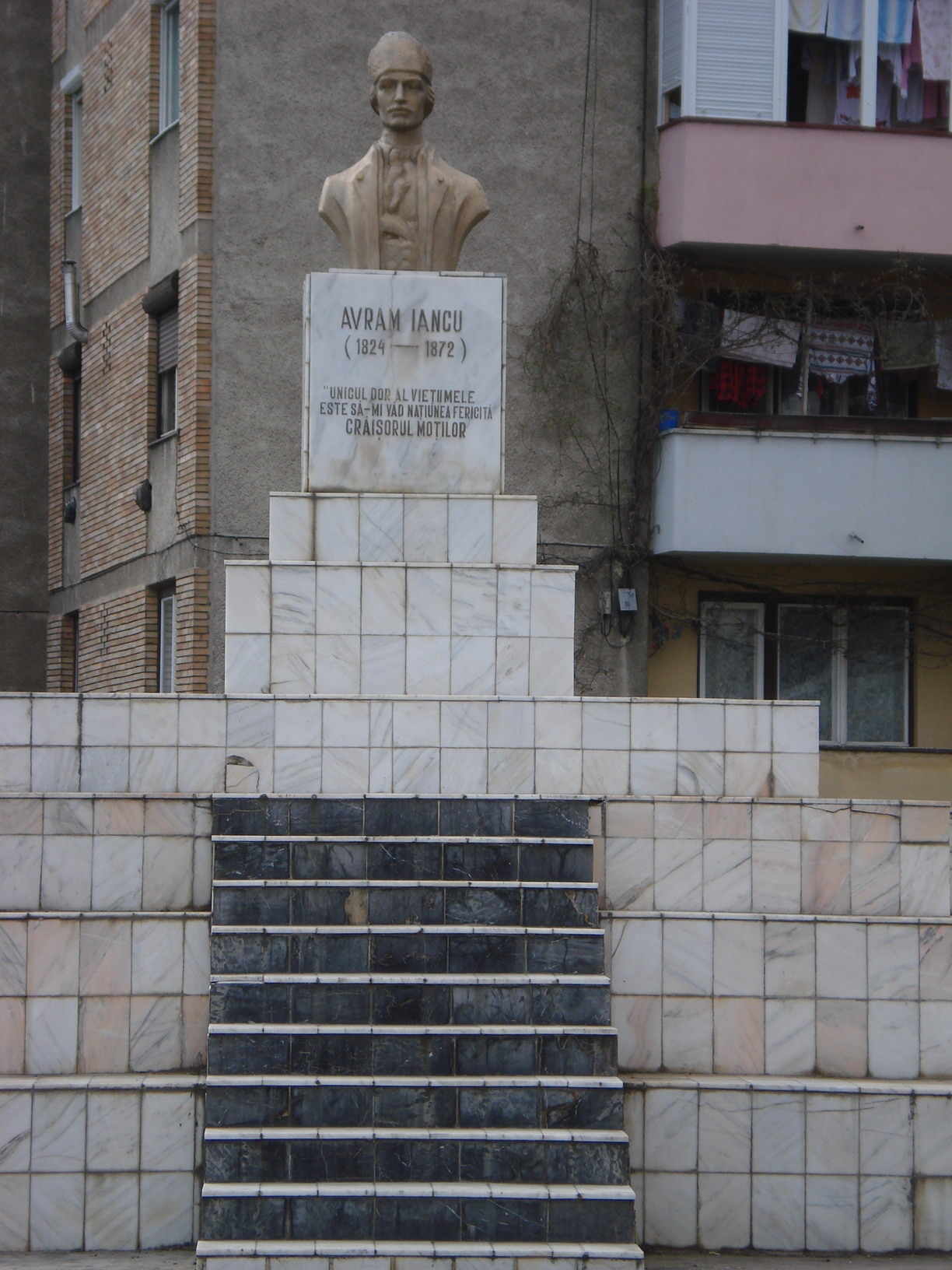
Bustul lui Avram Iancu
Teatrul la începutul secolului al XX-lea
Castelul "Karolyi" la sfârșitul secolului al XIX-lea
Castelul "Karolyi" la începutul secolului al XX-lea
Castelul "Karolyi" la începutul secolului al XX-lea
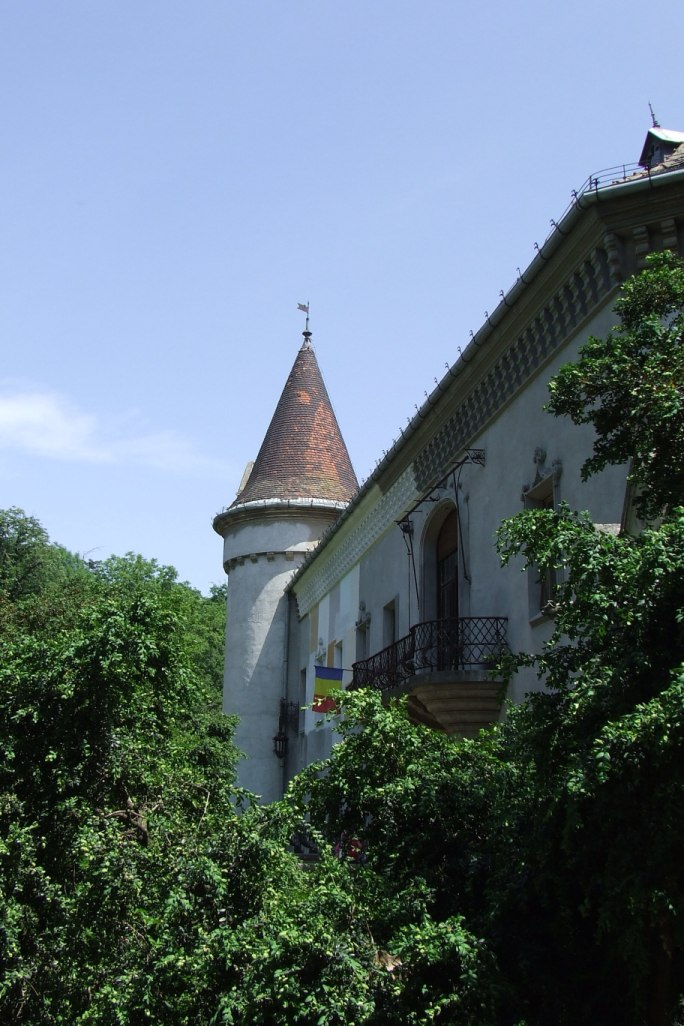
Turn al Castelului "Karolyi"
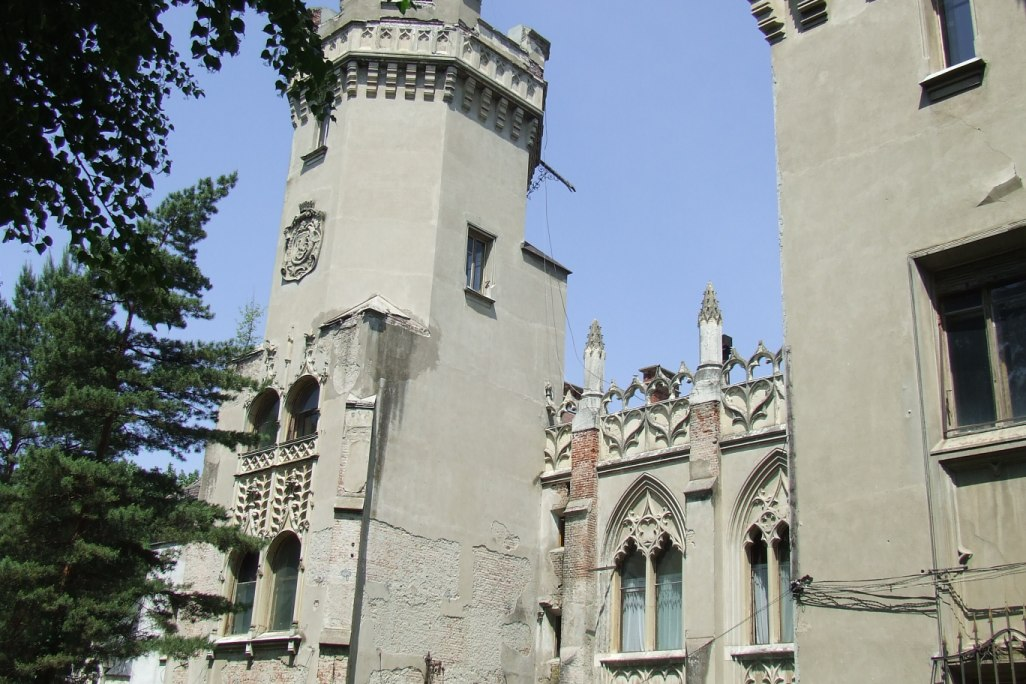
Turn al Castelului "Karolyi"
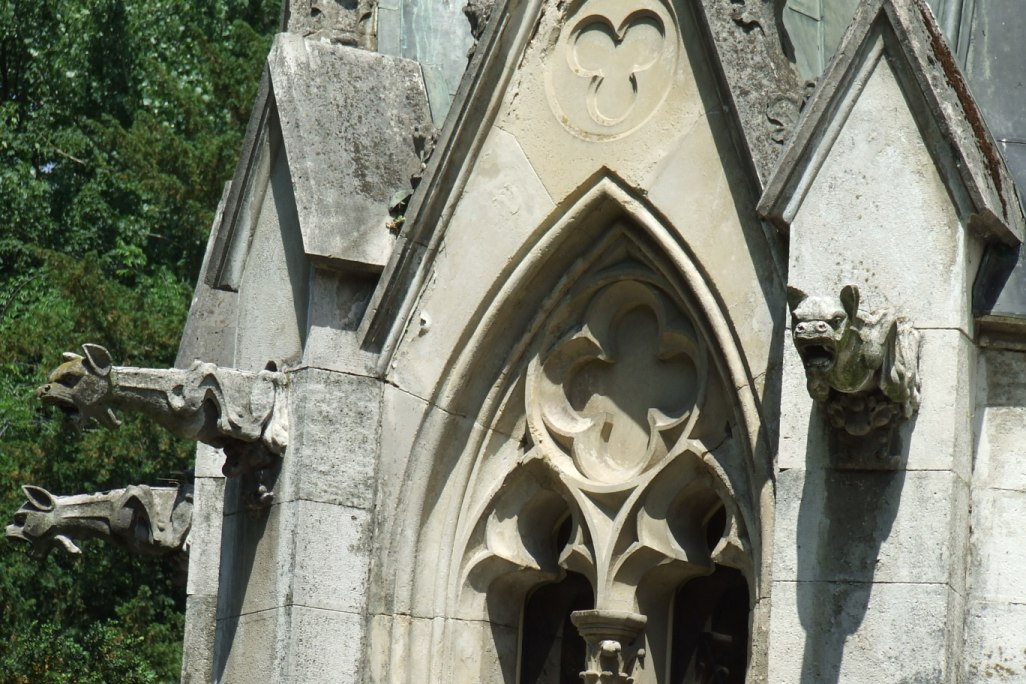
Detaliu arhitectonic al Castelului "Karolyi"
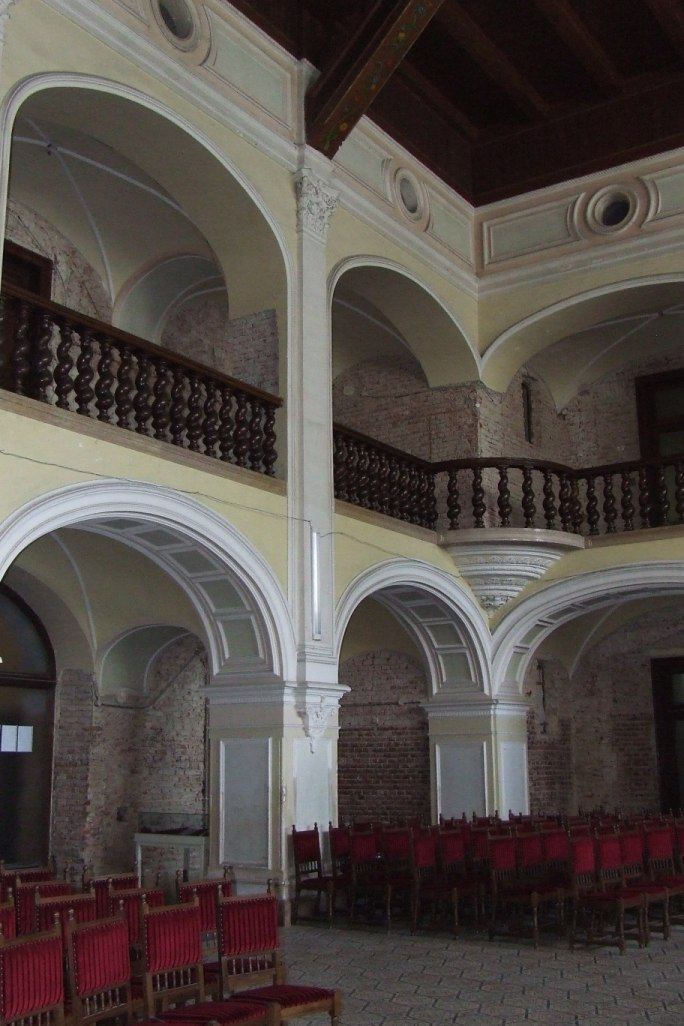
Sala Mare a Castelului "Karolyi"
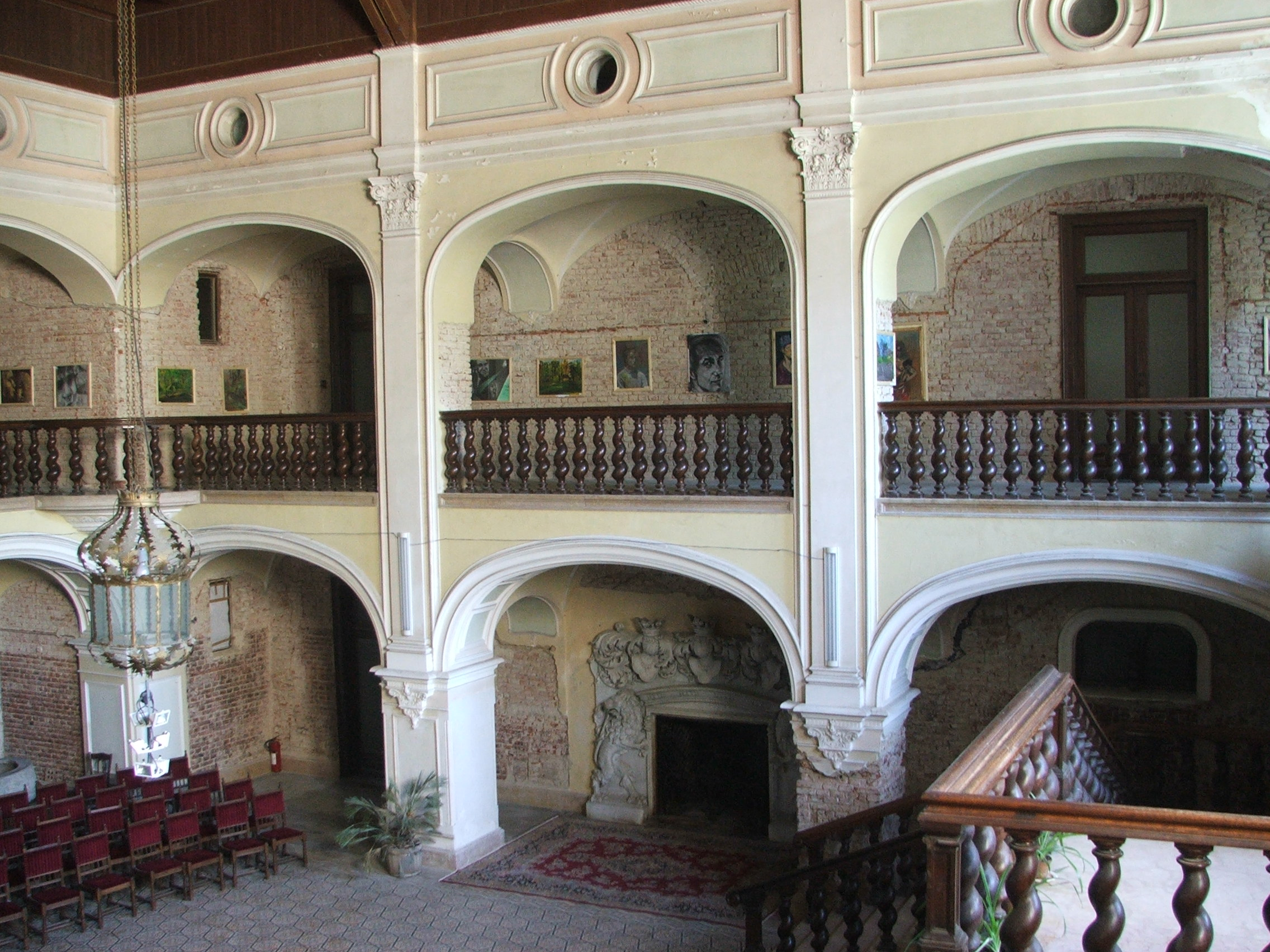
Sala Mare a Castelului "Karolyi"
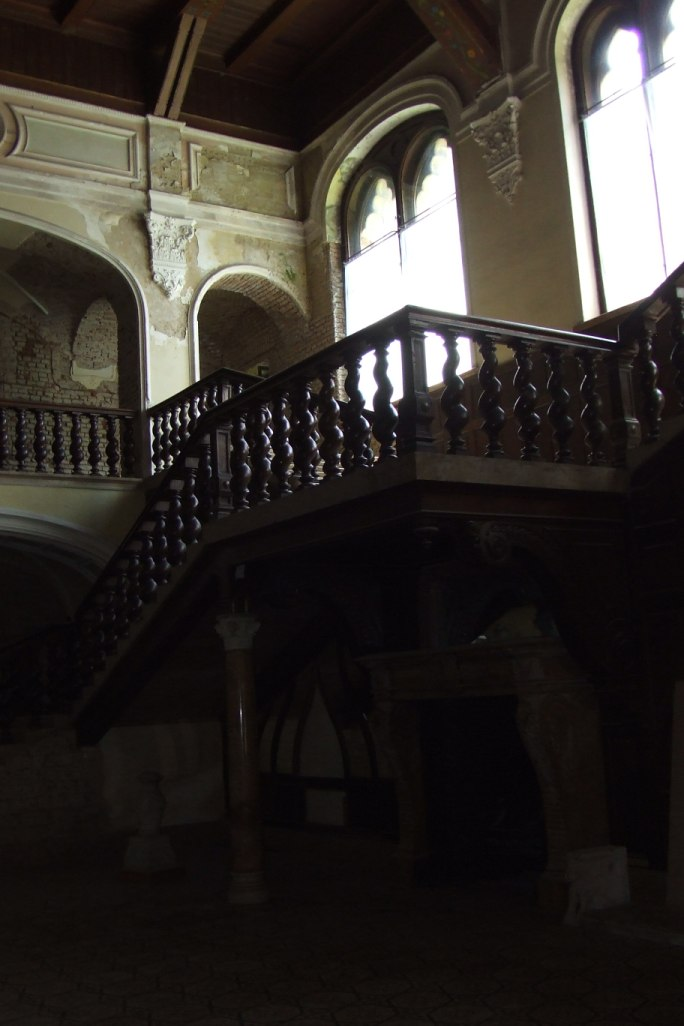
Scara principală a Castelului "Karolyi"
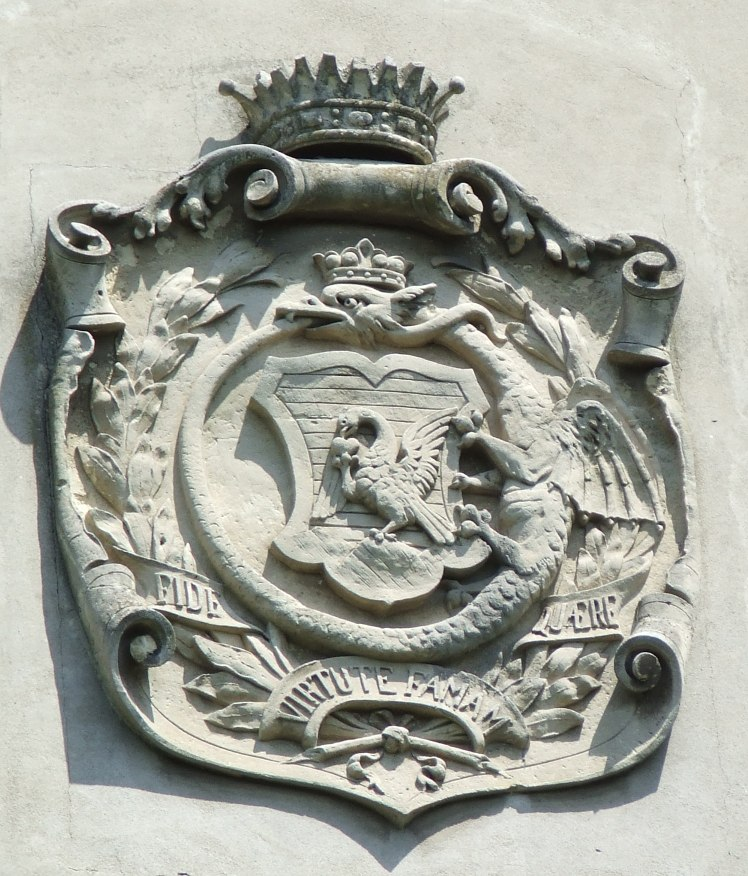
Blazonul Castelului "Karolyi"
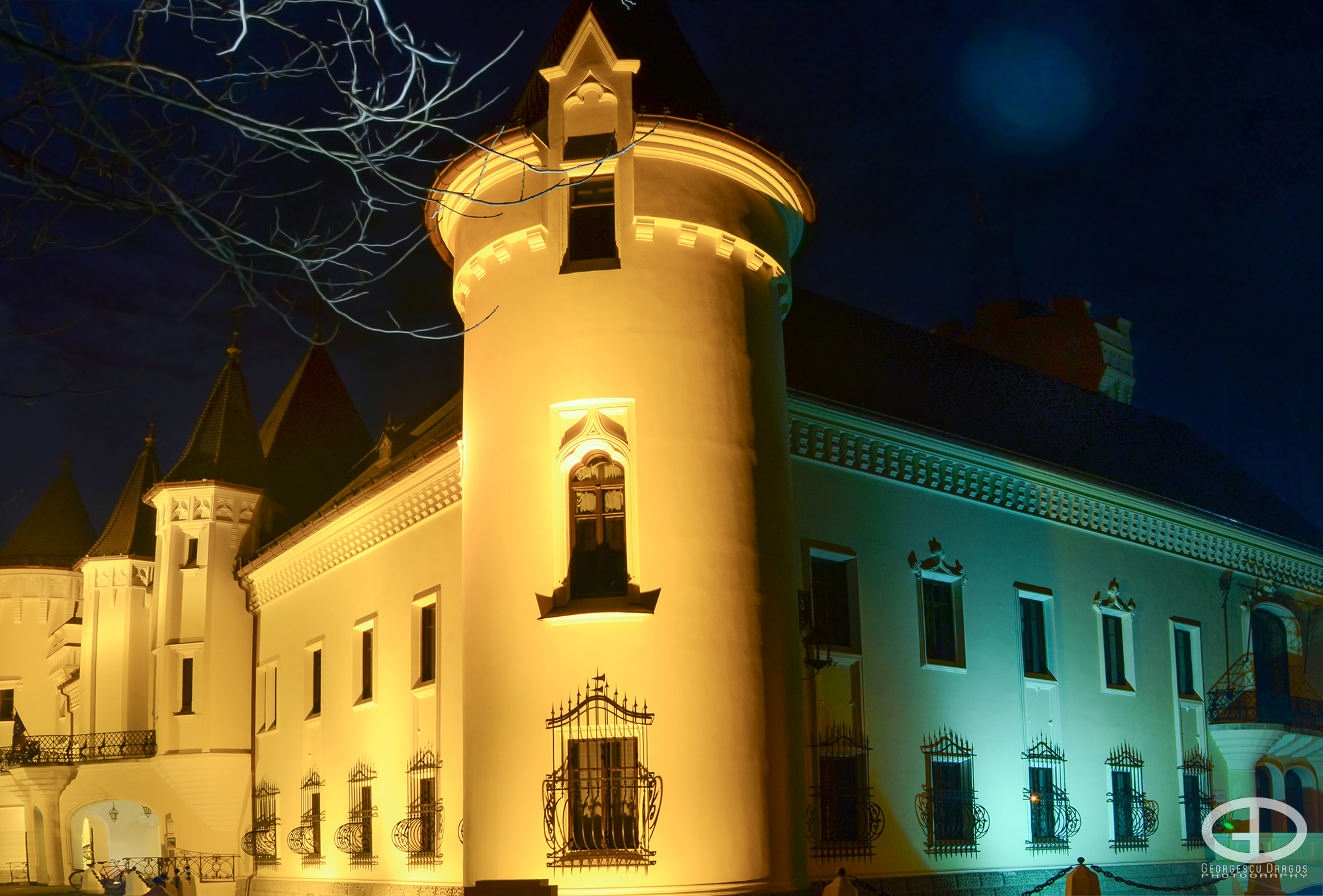
Castelul "Karolyi"
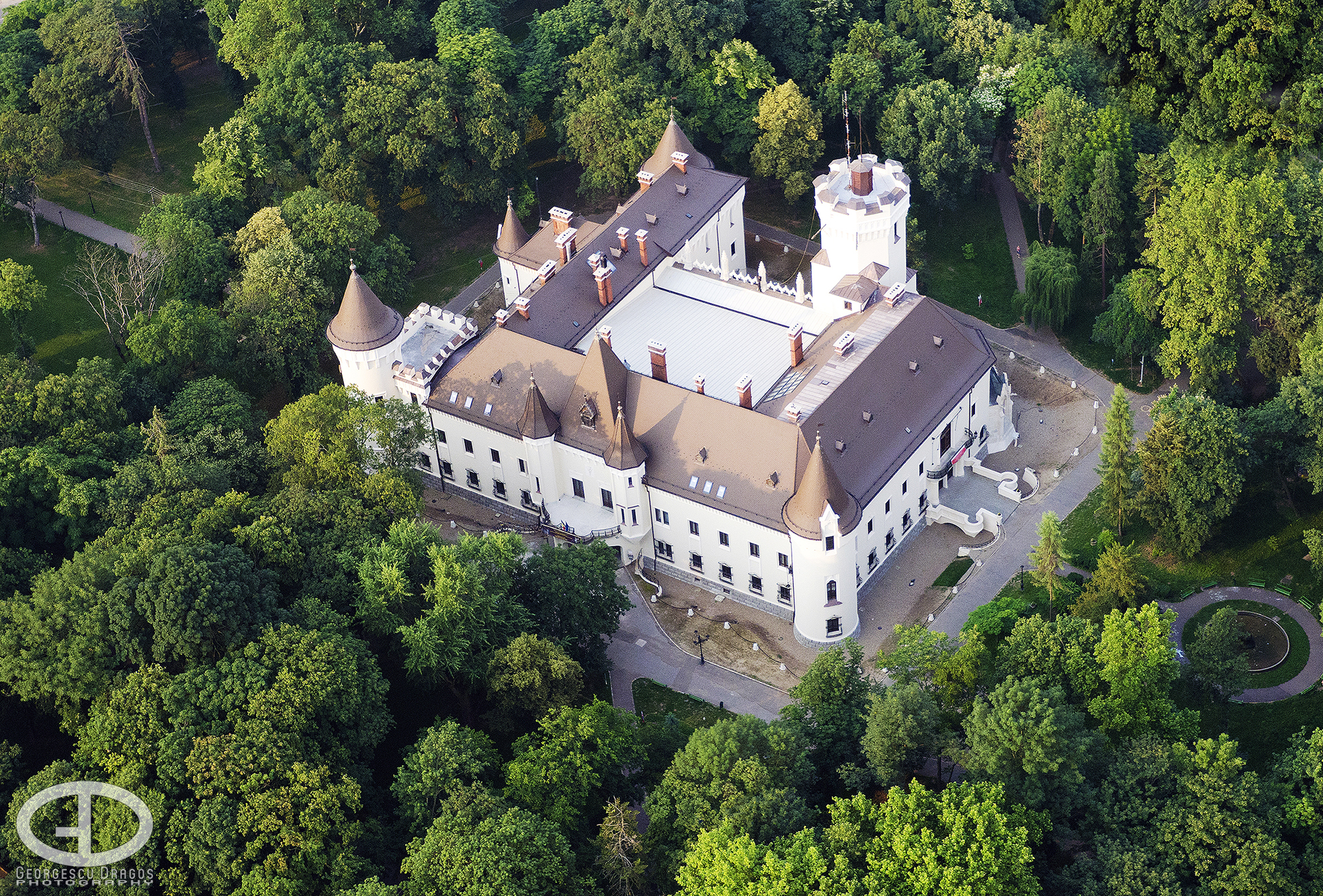
Castelul "Karolyi"
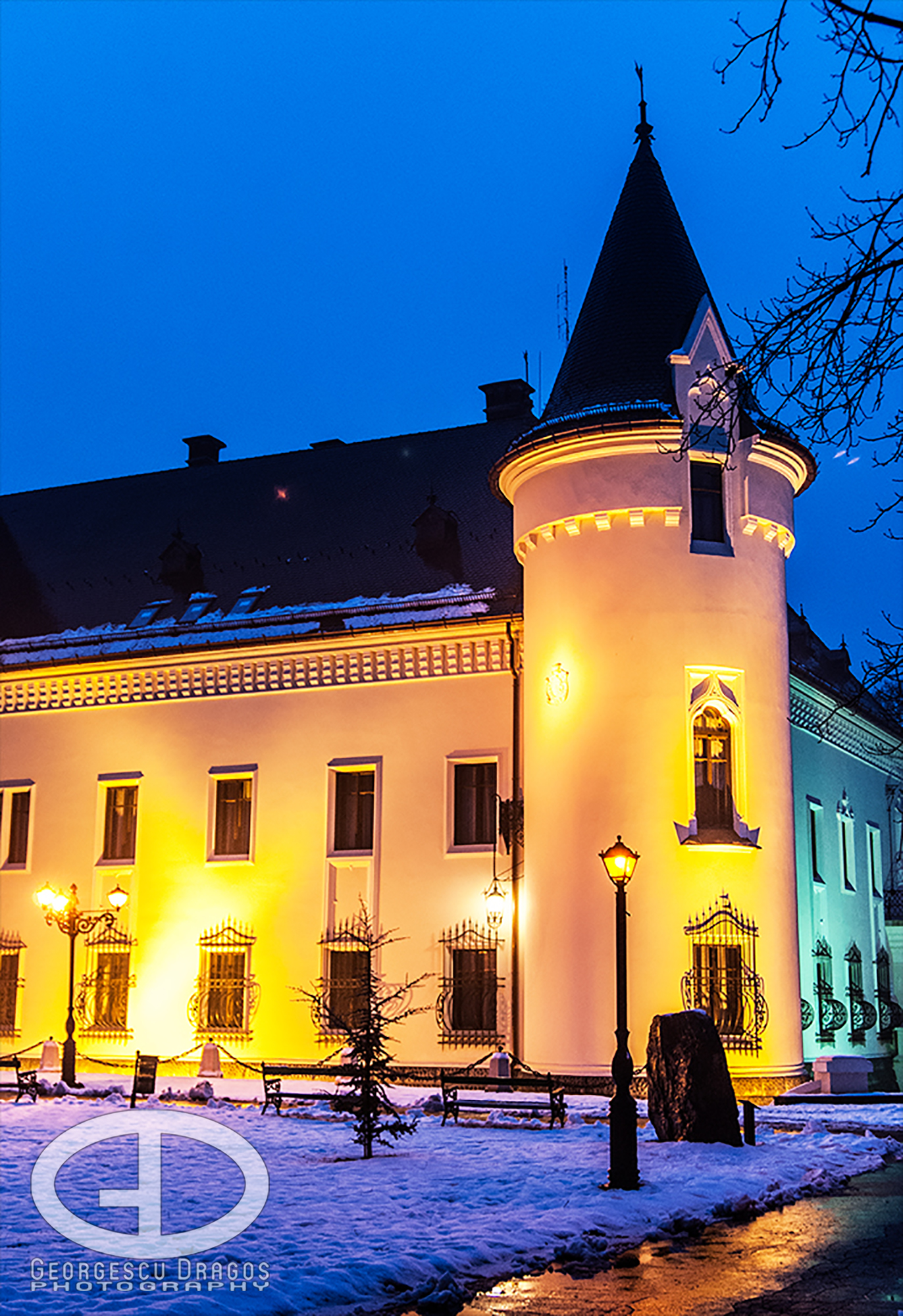
Castelul "Karolyi"
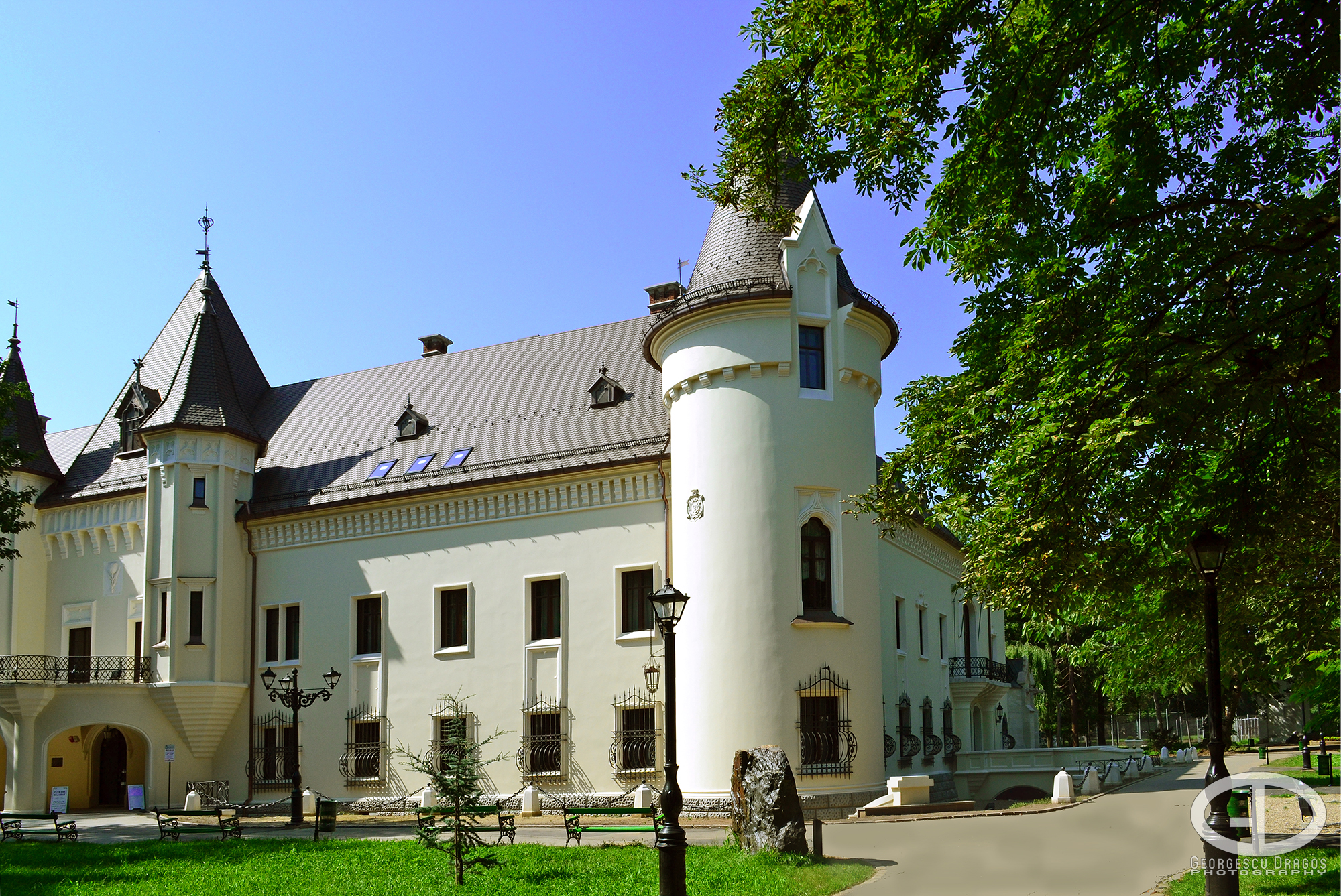
Castelul "Karolyi"
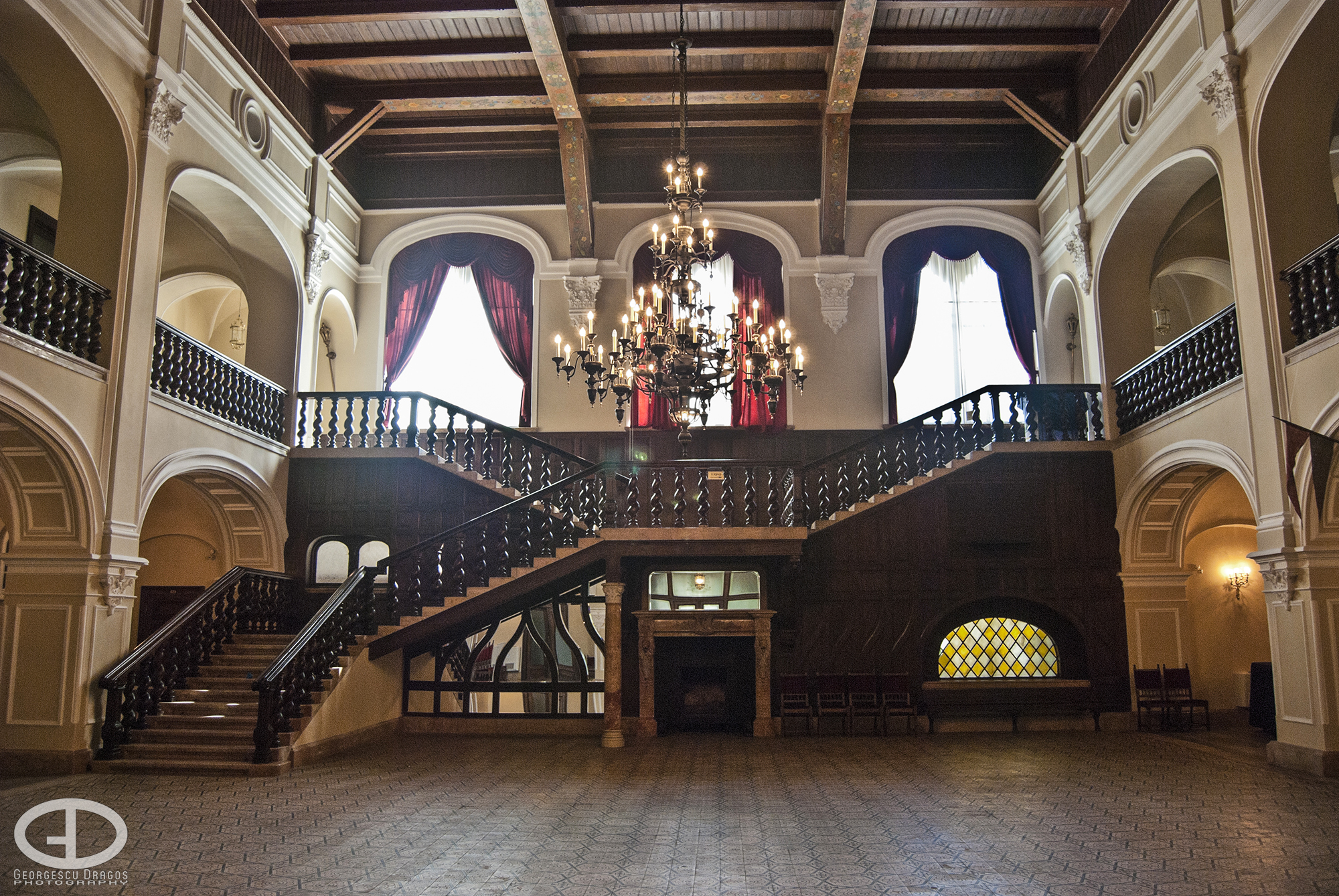
Castelul "Karolyi" (Sala Cavalerilor)
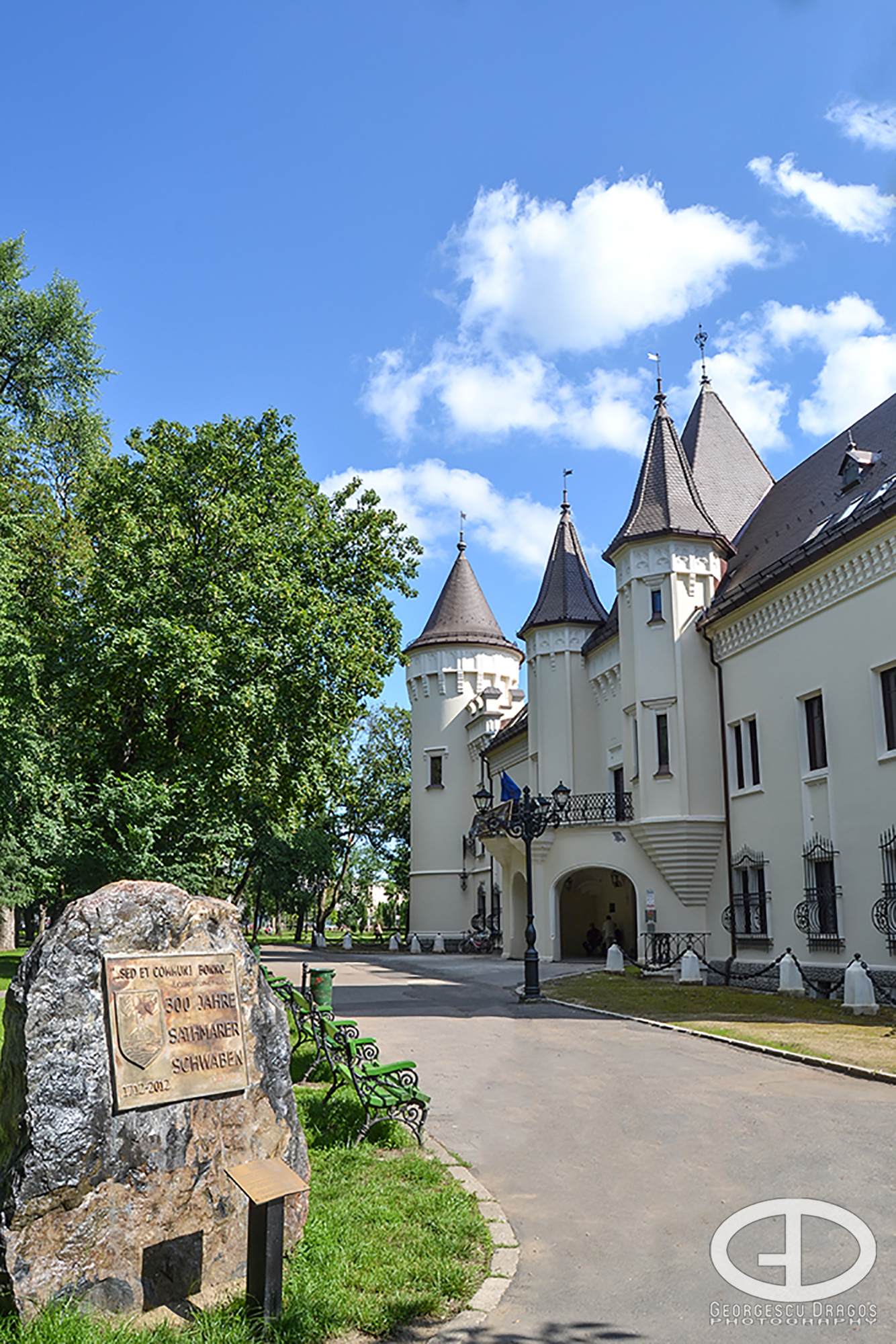
Castelul "Karolyi"